# La Bruixa Avorrida
La Bruixa Avorrida és el títol d'una sèrie de dibuixos animats creats per Roser Capdevila i produïda per Cromosoma. És una sèrie independent de Les Tres Bessones en la qual el personatge principal és la Bruixa Avorrida i les històries són completament a part de les de Les Tres Bessones, que no apareixen a la sèrie. A la versió en català el doblatge de la Bruixa Avorrida el fa Elsa Fàbregas i el del Mussol el fa Jordi Vila.

## Argument
El personatge de la Bruixa Avorrida viatja en solitari pel món de la televisió. S'ha independitzat de les tres bessones. La grassoneta bruixa, que castiga les tres bessones enviant-les al món fantàstic dels contes tradicionals infantils, en els quals se les han d'enginyar per poder sortir-ne, és la protagonista de les seves pròpies aventures, que explica de manera nostàlgica a dues amigues, tan sense edat i tan excèntriques com ella. Aquestes bruixes veteranes escolten els nombrosos viatges de l'Avorrida i els seus records de nena, quan la mare li va regalar una bola de vidre i assajava a l'escola els primers encanteris.

## El personatge
Capdevila va créixer en un context de postguerra, poder de l'Església i intents d'adoctrinament a l'escola. El personatge de la Bruixa Avorridora està inspirat en doña Pilar, la veïna i mestra autoritària i amargada que estripava els dibuixos de Capdevila quan era nena, passat pel sedàs de l'humor i la ironia. El pare de doña Pilar, don Gerardo, era comandant de la guàrdia civil, i quan es va morir li va afaitar el bigoti i el va enganxar a la foto que tenia penjada. Segons recorda Capdevila, doña Pilar manava a tot arreu, al carrer, a l'escola, a casa seua.